# 수산면
수산면(水山面)은 대한민국 충청북도 제천시의 면이다.

## 개요
수산면은 청풍호반이 가로지르는 면적이 넓은 지역으로, 수려한 자연경관(옥순대교, 옥순봉, 능강계곡, 금수산, 가은산)이 일품이다. 구릉지대가 많은 밭농사 위주의 산간지역이지만, 근래에는 자연경관으로 인해 상천, 하천, 능강리를 관광객이 많이 찾고 있다.

## 행정 구역
- 계란리(鷄卵里)
- 고명리(高明里)
- 괴곡리(槐谷里)
- 구곡리(九谷里)
- 내리(內里)
- 능강리(綾江里)
- 다불리(多佛里)
- 대전리(大田里)
- 도전리(道田里)
- 상천리(上川里)
- 서곡리(鋤谷里)
- 성리(城里)
- 수곡리(水谷里)
- 수리(水里)
- 수산리(水山里)
- 오티리(吾峙里)
- 원대리(院垈里)
- 율지리(栗枝里)
- 적곡리(赤谷里)
- 전곡리(前谷里)
- 지곡리(池谷里)
- 하천리(下川里)

## 교육
- 수산초등학교
- 수산중학교